# Muqur (huyện), Badghis
Muqur là một huyện thuộc tỉnh Badghis, Afghanistan. Dân số thời điểm năm 1999 là 19,099 người.